# Gottfried von Hövel
Gottfried von Hövel (* im 15. Jahrhundert; † 5. März 1530) war Vizedominus und Domherr in Münster.

## Leben
Gottfried von Hövel entstammte der ritterlichen Familie von Hövel, die einen dreimal quergeteilten Schild als Wappen führte. Seine genaue genealogische Herkunft ist nicht belegt. Im April 1483 findet er erstmals als Domherr zu Münster urkundliche Erwähnung. Er war im Besitz der Obedienz Helle. Ebenso besaß er das Archidiakonat Borculo. Nach der Wahl des Domherrn Alexander Morrien zum Dompropst wurde Gottfried Vizedominus und war damit der Vertreter des Landesherrn. Die bischöfliche Bestätigung folgte am 28. Januar 1524.